# Жак-Нікола Беллін
Жак-Нікола Беллін (фр. Jacques-Nicolas Bellin; 1703, Париж —21 березня 1772, Версаль) — французький гідрограф та картограф, офіційний гідрограф короля Франції, Головний картограф та гідрограф Військово-морських сил Франції, Перший інженер Французького гідрографічного бюро, член Морської Академії (Académie de marine), Французької інтелектуальної групи філософів та Лондонського королівського товариства.

## ЖИТТЄПИС

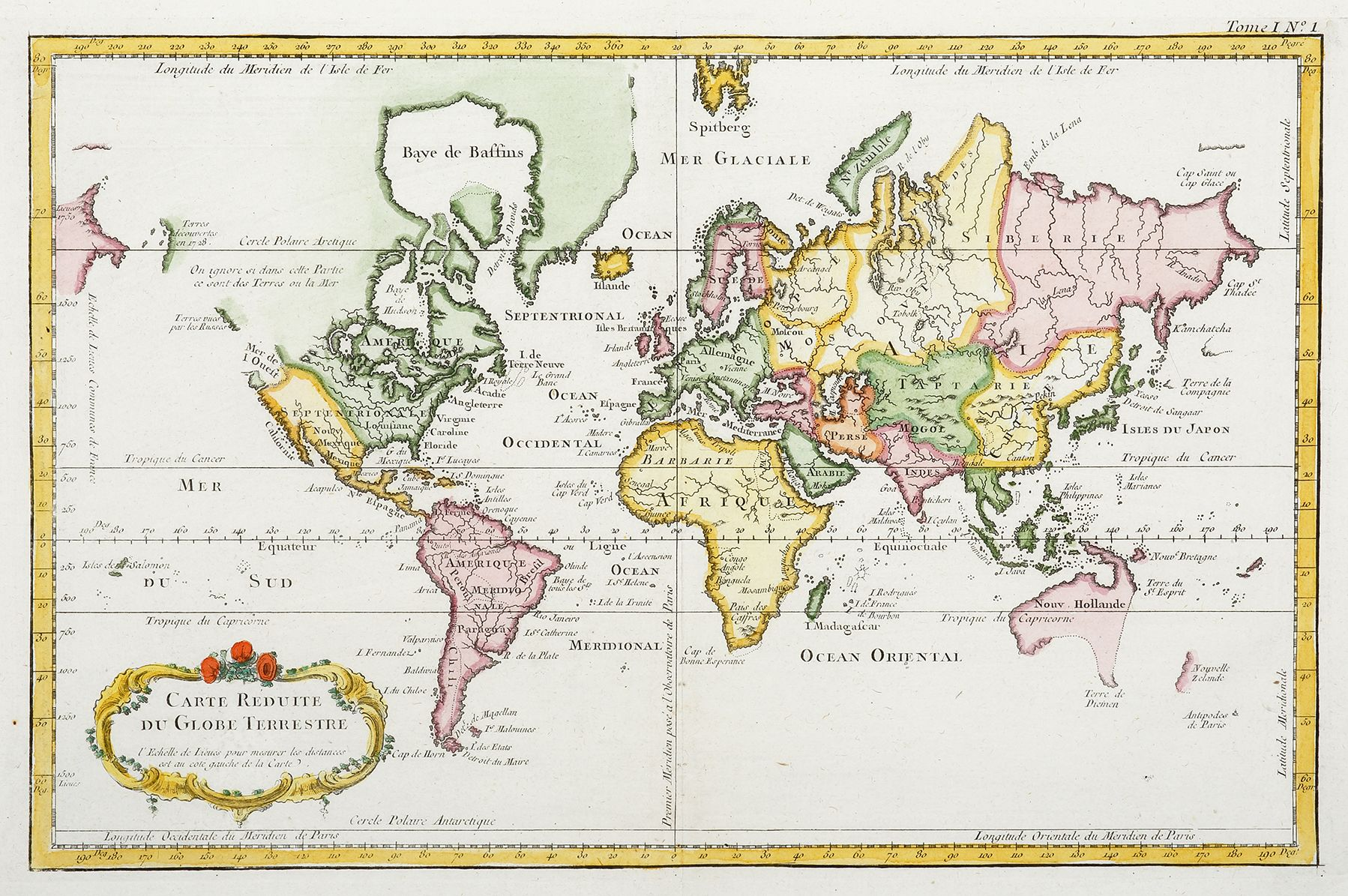
Ж.-Н. Беллін. Мапа світу в проєкції Меркатора. 1754

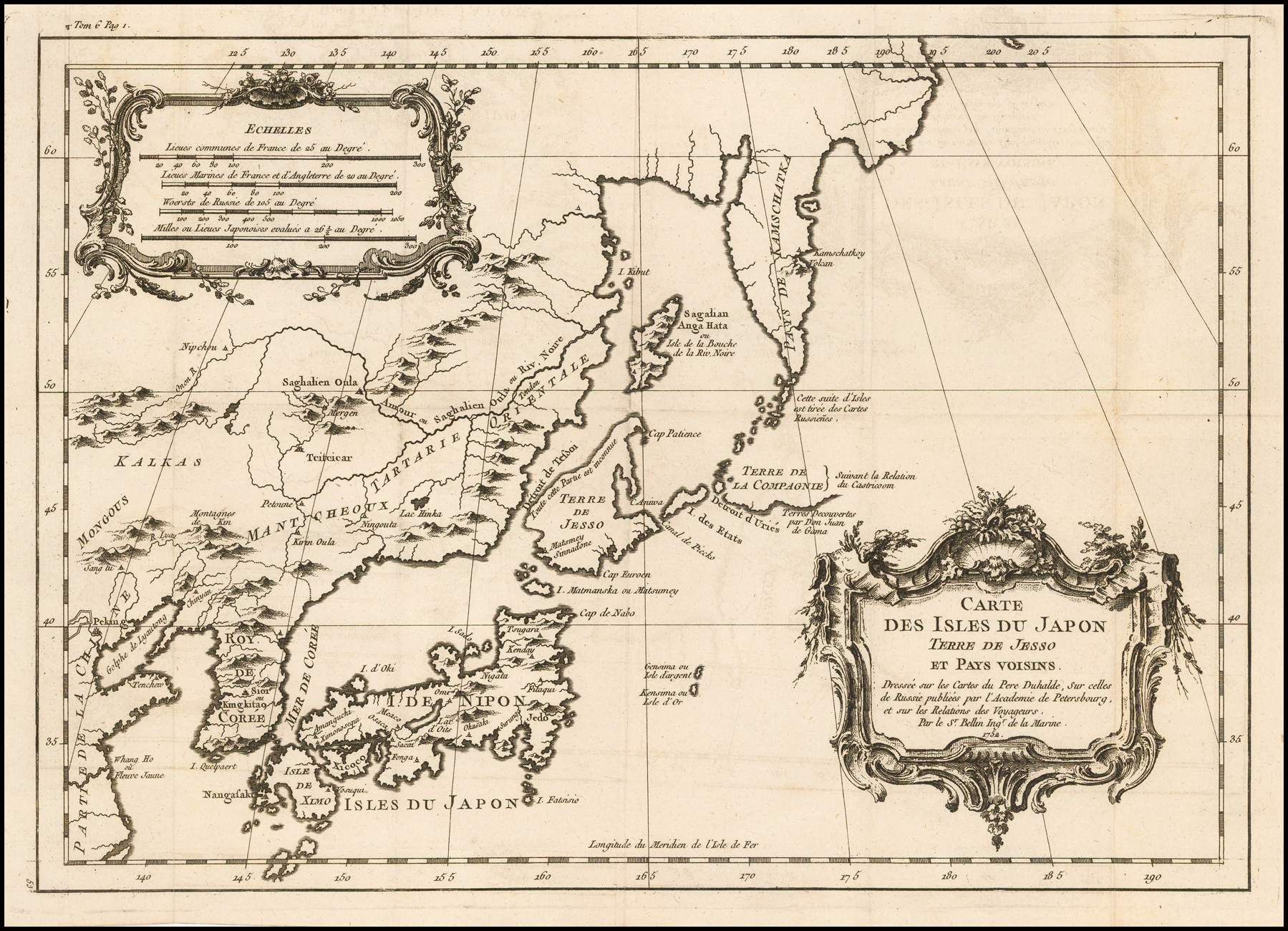
Ж.-Н. Беллін. Мапа Японії, Кореї та частини Китаю, 1752

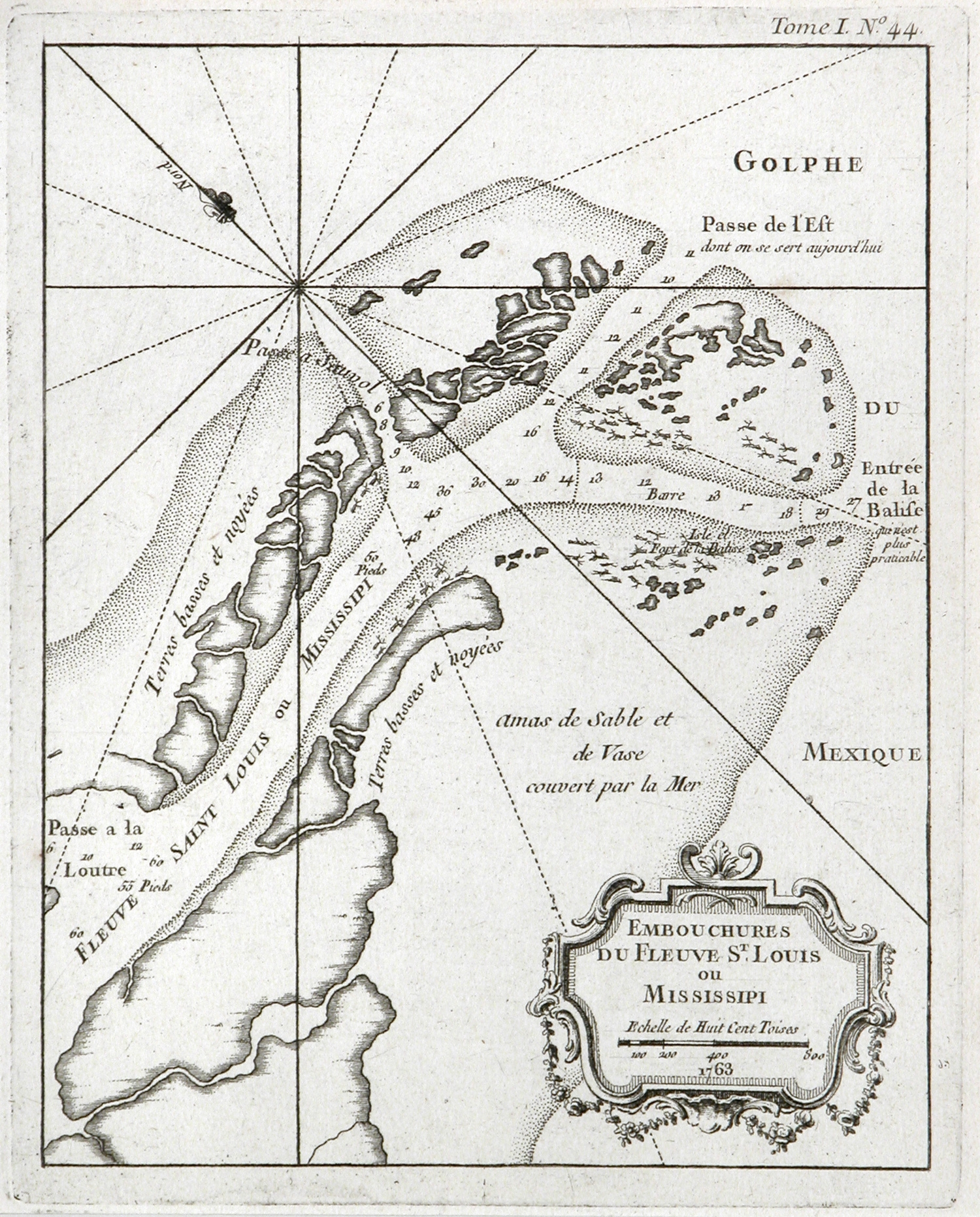
Ж.-Н. Беллін. Мапа гирла Міссісіпі, 1764

Народився в 1703 у Парижі. Після створення у 1720 році Французького гідрографічного бюро (Dépôt des cartes et plans de la Marine) в 1721 році у 18-річному віці призначений гідрографом (головним картографом) Французького військового флоту. Понад п'ятдесяти років працював у Французькому гідрографічному бюро, де у серпні 1741 року став його Першим Інженером (Ingénieur hydrographe de la Marine). У 1761 отримав титул Гідрографа короля Франції (Hidrographe du Roy) Людовика XV. Помер у 1772 році у Версалі.

## ОСНОВНІ ПУБЛІКАЦІЇ
1747–1761: Мапи для «Загальної історії подорожей Антуана Франсуа Прево» (Histoire Generale des Voyages of Antoine François Prévost) у 15-томах;
1751: Морський атлас (Atlas Maritime) у форматі «фоліо»;
+1753 з наступним перевиданням у 1773 році: Морські мапи «Le Neptune François, ou Receuil des Cartes Marines. Levées et Gravées par Ordre du Roi» (Французький Нептун або Збірник морських карт, складених та відгравірованих за наказом короля) у форматі «фоліо» - розроблені на основі атласу «Le Neptune François Ou Atlas Nouveau Des Cartes Marines: Levées Et Gravées Par Ordre Exprés Du Roy. Pour L'Usage De Ses Armées De Mer.», 1693;
1755: Мапи Північної Америки («Carte de l'Amerique septentrionale»);
+1756: Французька гідрографія (L'Hydrographie Francaise);
1764: Малий морський атлас (Petit Atlas Maritime. Recueil de cartes et plans des quatre parties du monde, etc) у 5 томах — 580 мап;
1769: Новий метод вивчення географії («Nouvelle méthode pour apprendre la géographie»).

## ДЖЕРЕЛА
Jacques Nicolas Bellin. HISTORIC CITIES [Архівовано 18 листопада 2019 у Wayback Machine.](англ.)
Jacques-Nicolas BELLIN. Michael Jennings Antique Maps And Prints [Архівовано 27 жовтня 2019 у Wayback Machine.](англ.)
Jacques-Nicolas Bellin Map of the Straits of Malacca. Joy of Museums — Museums, Art Galleries and Historical Sites [Архівовано 27 жовтня 2019 у Wayback Machine.](англ.)
KARTE VON DER RHEEDE VON BENGUELA UND DEM FLUSSE CANTONBELLE. Götzfried Antique Maps [Архівовано 27 жовтня 2019 у Wayback Machine.](англ.)
Jacques-Nicolas Bellin and the cartography of cod. Canadian Geographic Magazine [Архівовано 27 жовтня 2019 у Wayback Machine.](англ.)
Jacques Nicolas Bellin Map of the Great Lakes, 1755. Northwest Digital Archives (ARCHIVES WEST) [Архівовано 5 жовтня 2019 у Wayback Machine.](англ.)
Jacques Nicolas Bellin Biography. Barry Lawrence Ruderman Antique Maps Inc. [Архівовано 27 жовтня 2019 у Wayback Machine.](англ.)
Bellin, Jacques Nicolas. MemoryNS — Council of Nova Scotia Archives [Архівовано 27 жовтня 2019 у Wayback Machine.](англ.)
Jacques-Nicolas Bellin archives. Mapping Iceland [Архівовано 27 жовтня 2019 у Wayback Machine.](англ.)
COHEN & TALIAFERRO GALLERY [Архівовано 12 березня 2020 у Wayback Machine.](англ.)
Le Neptune François, ou Receuil des Cartes Marines. IberLibro.com [Архівовано 3 листопада 2019 у Wayback Machine.](англ.)